# ロッカパルンバ
ロッカパルンバ（イタリア語: Roccapalumba, シチリア語: Roccapalumma）は、イタリア共和国シチリア自治州パレルモ県にある、人口約2,400人の基礎自治体（コムーネ）。

## 地理

### 位置・広がり
パレルモ県中部のコムーネ。州都・県都パレルモから南東へ42kmの距離にある。

#### 隣接コムーネ
隣接するコムーネは以下の通り。
- アーリア
- カッカモ
- カストロノーヴォ・ディ・シチーリア
- レルカーラ・フリッディ
- ヴィーカリ